# Кірхліндах
Кірхліндах (нім. Kirchlindach) — громада  в Швейцарії в кантоні Берн, адміністративний округ Берн-Міттельланд.

## Географія
Громада розташована на відстані близько 7 км на північний захід від Берна.
Кірхліндах має площу 12 км², з яких на 8,5% дозволяється будівництво (житлове та будівництво доріг), 67% використовуються в сільськогосподарських цілях, 23,6% зайнято лісами, 0,9% не є продуктивними (річки, льодовики або гори).

## Демографія
2019 року в громаді мешкало 3214 осіб (+12,8% порівняно з 2010 роком), іноземців було 9,3%. Густота населення становила 269 осіб/км².
За віковим діапазоном населення розподілялося таким чином: 17,7% — особи молодші 20 років, 58,1% — особи у віці 20—64 років, 24,2% — особи у віці 65 років та старші. Було 1479 помешкань (у середньому 2,1 особи в помешканні).
Із загальної кількості 788 працюючих 111 був зайнятий в первинному секторі, 71 — в обробній промисловості, 606 — в галузі послуг.